# Catacaos (distrito)
Catacaos é um distrito do Peru, departamento de Piura, localizada na província de Piura.

## Transporte
O distrito de Catacaos é servido pela seguinte rodovia:
- PE-1N, que liga o distrito de Aguas Verdes (Região de Tumbes - Ponte Huaquillas/Aguas Verdes (Fronteira Equador-Peru) - e a rodovia equatoriana E50 - à cidade de Lima (Província de Lima)
- PE-1NK, que liga a cidade de Piura ao distrito de Sechura [1][2][3]